# Michail Iwanowitsch Tschoglokow
Michail Iwanowitsch Tschoglokow (russisch Михаил Иванович Чоглоков; * um 1650; † um 1710) war ein russischer Baumeister, Architekt und Maler des Barock.

## Leben
Tschoglokow lernte bei dem Ikonenmaler Iwan Artjemjewitsch Besmin, einem der Meister der Rüstkammer des Moskauer Kremls.
Tschoglokow war in engem Kontakt mit Christof Konrad am Bau des Arsenals des Moskauer Kremls beteiligt.
Im Auftrage Peters I. plante und baute Tschoglokow 1692–1695 in Moskau als Wach- und Aussichtsturm am Sretenka-Tor den Sucharew-Turm zu Ehren des Kommandeurs des dort wachenden Strelizenregiments Lawrenti Sucharew, der 1689 Peter I. auf der Flucht vor seiner Halbschwester Sofia Alexejewna in das Dreifaltigkeitskloster von Sergijew Possad beschützt hatte. Durch den Umbau 1698–1701 bekam der Turm seine endgültige Gestalt mit einem hohen Uhrturm in der Mitte. 1699 richtete dort Jacob Daniel Bruce die Schule für Mathematik und Nautik ein, und im Obergeschoss entstand ein astronomisches Observatorium, so dass der Turm als astronomischer Turm diente. Auch wurde dort das Moskauer Kontor der Admiralität untergebracht. 1934 wurde der Turm im Rahmen der Modernisierung Moskaus abgerissen.
1703–1711 baute Tschoglokow für A. F. Kurbatow, Djak der Rüstkammer des Moskauer Kremls und Leiter des Baus des Arsenals des Moskauer Kremls, den 1656–1657 gebauten Awerki-Kirillow-Palast um.
Tschoglokow betätigte sich auch als Maler. Er gestaltete Regimentsfahnen, schuf Fresken in Zarengemächern und gab Peter I. Zeichenunterricht. Er porträtierte Iwan V. und Natalja Kirillowna Naryschkina.

## Werke

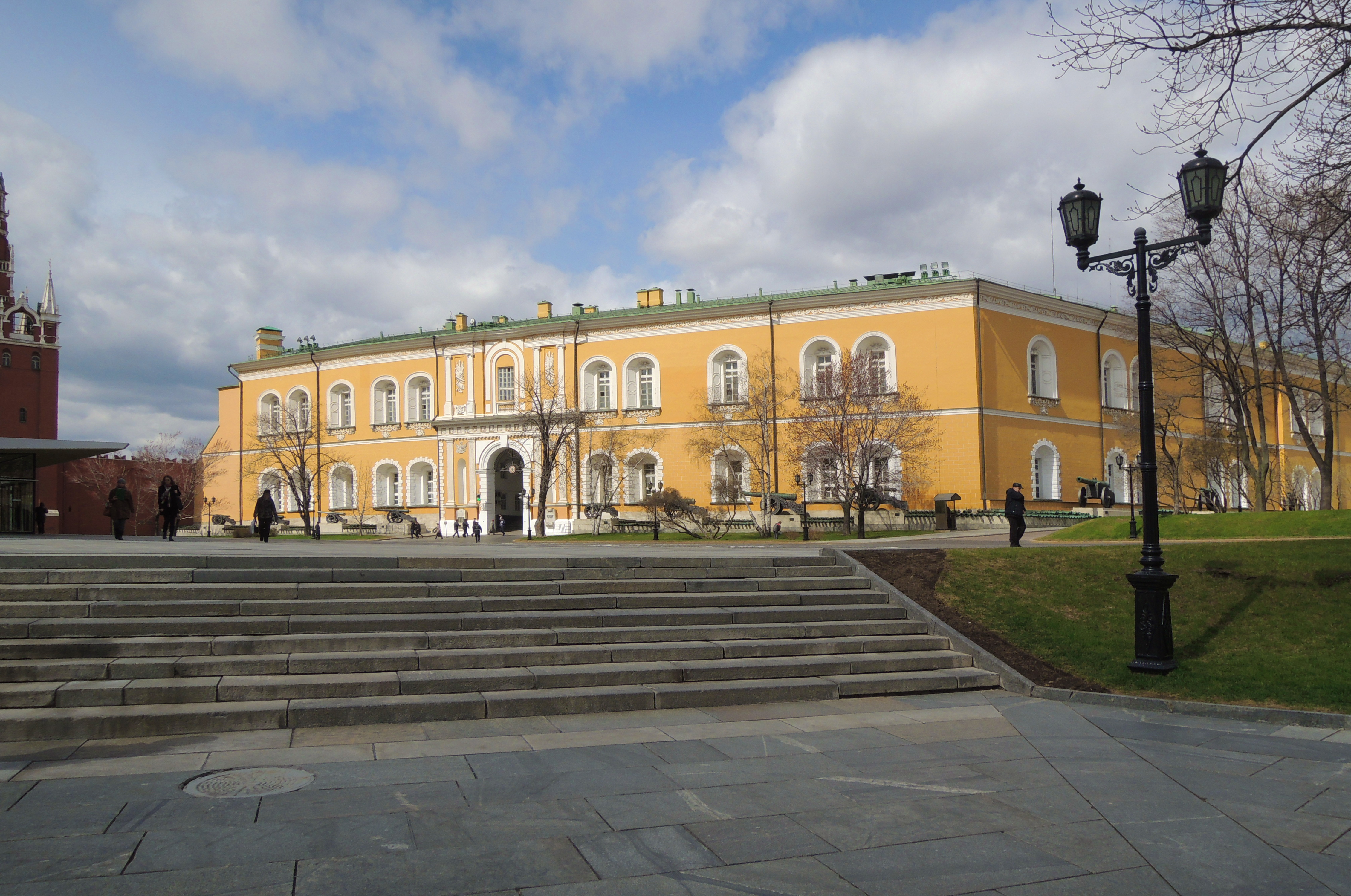
Arsenal des Moskauer Kremls
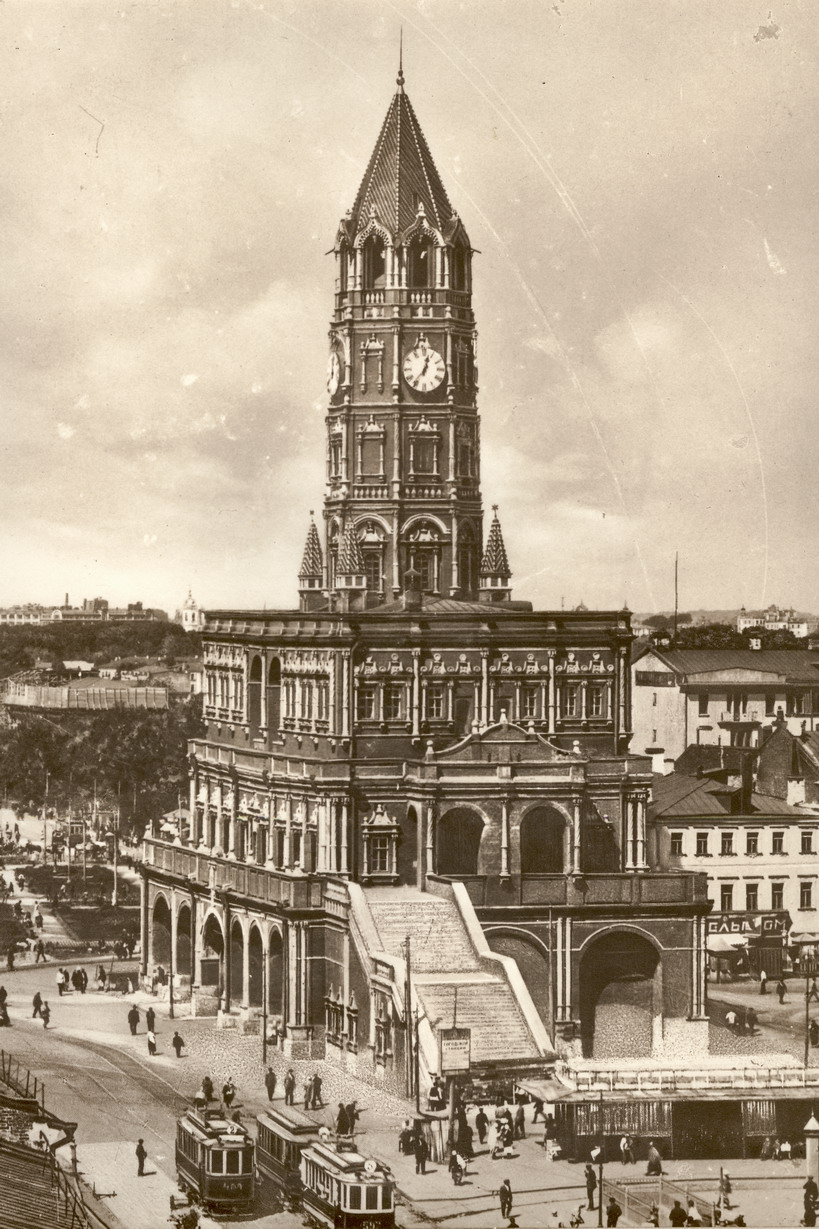
Sucharew-Turm, Moskau (1927)
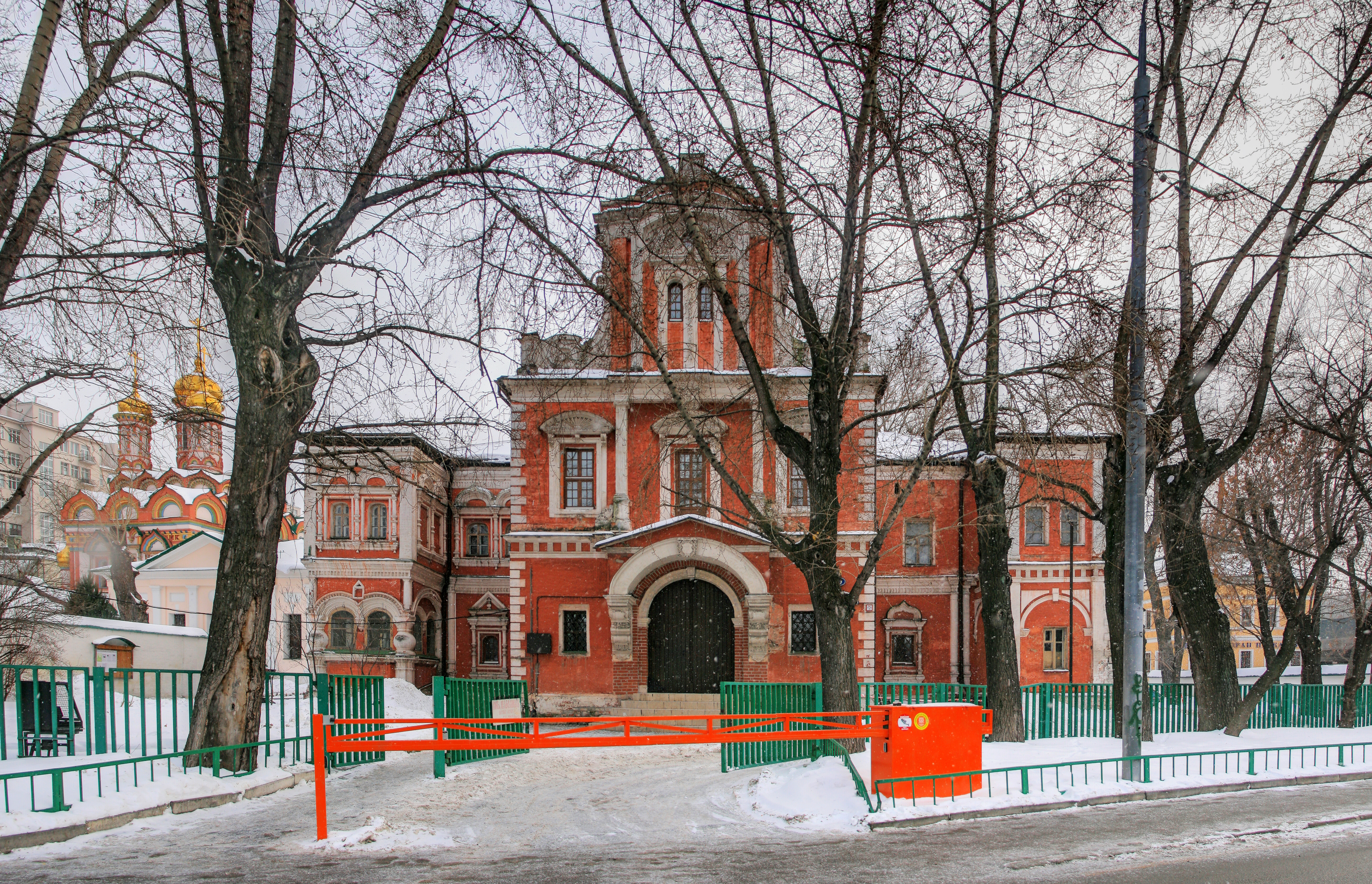
Awerki-Kirillow-Palast, Moskau
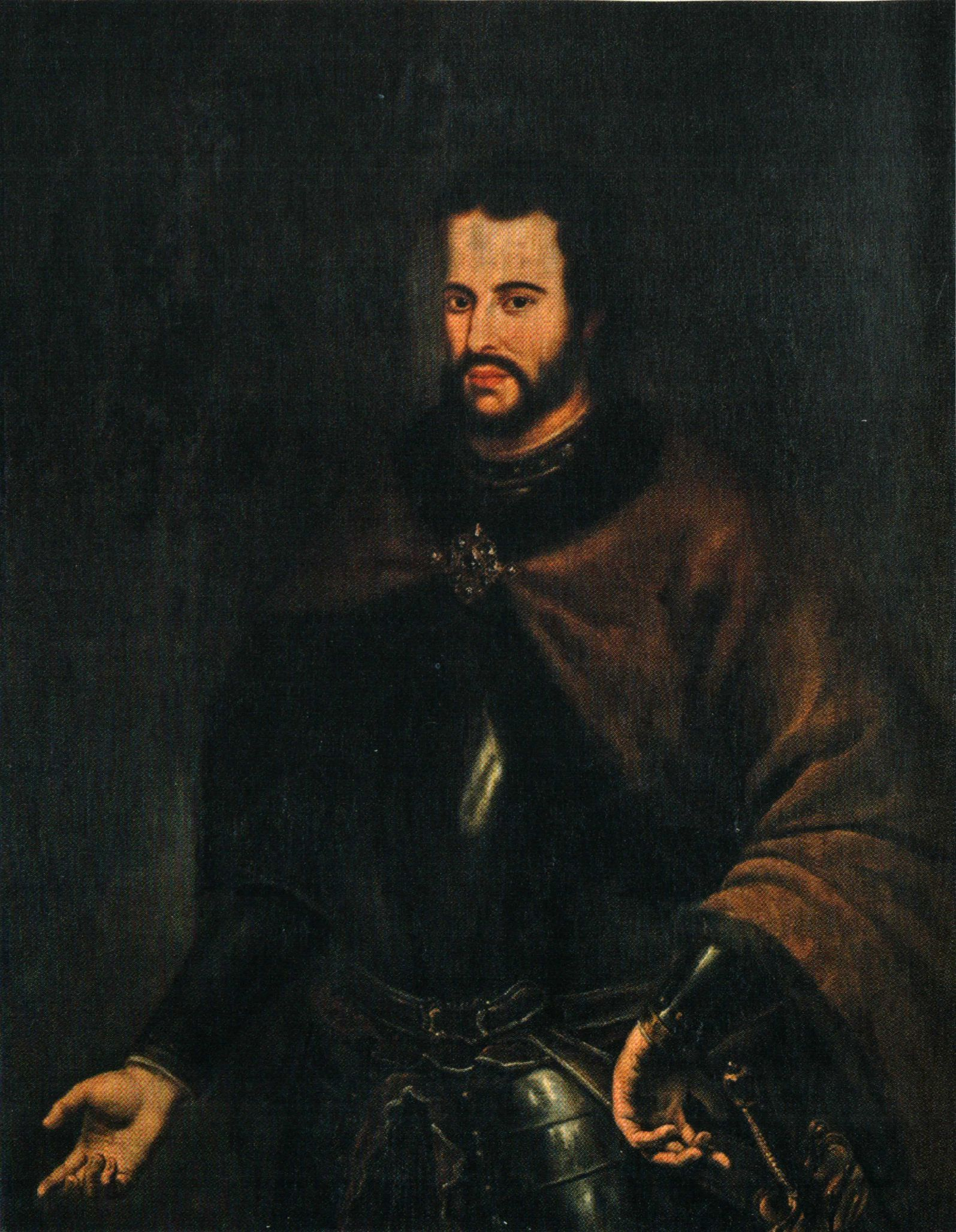
Iwan V. (Russisches Museum)
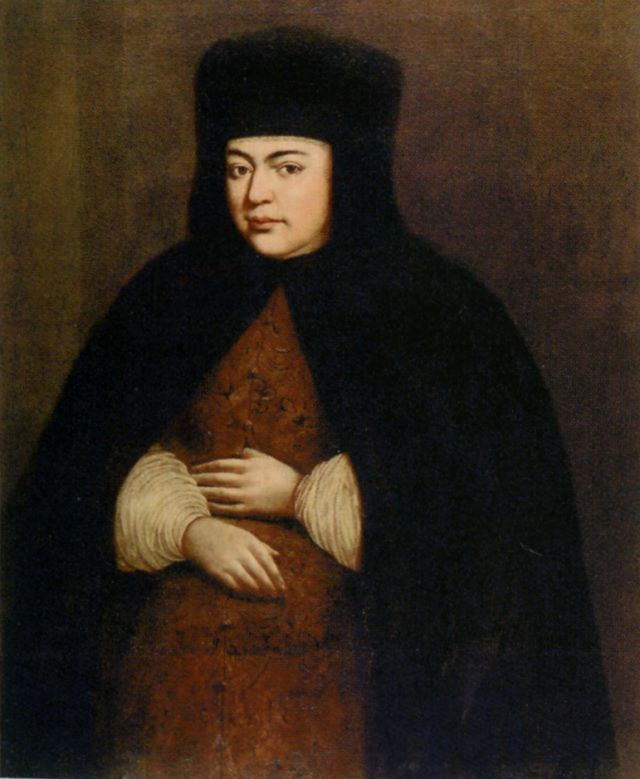
Natalja Kirillowna Naryschkina (nach 1676)